# Harwell (Nottinghamshire)
Harwell – przysiółek w Anglii, w hrabstwie Nottinghamshire. Leży 33,8 km od miasta Mansfield, 53,2 km od miasta Nottingham i 219,8 km od Londynu. W latach 1870–1872 miejscowość liczyła 127 mieszkańców. Harwell jest wspomniana w Domesday Book (1086) jako Hereuuelle.